# Dnevnik direktora sjkoly
Dnevnik direktora sjkoly (russisk: Дневник директора школы) er en sovjetisk spillefilm fra 1975 af Boris Frumin.

## Medvirkende
- Oleg Borisov som Boris Svesjnikov
- Iya Savvina som Valentina Fjodorovna
- Alla Pokrovskaja som Lida
- Aleksandr Snykov som Sergej
- Ljudmila Gurtjenko som Nina Sergejevna